# Кулінкович Арнольд Євгенович
Арнольд Євгенович Кулінкович (8 травня 1932, Москва — 1 листопада 2017, Київ) — український радянський науковець, дослідження якого охоплювали протилежні наукові галузі: від геофізики до філософії. Доктор технічних наук (1968), професор (1982). Автор терміна «геоінформатика», засновник наукових шкіл в Україні з промислової геофізики, циклістики та геоінформатики, аналітик та послідовник ідей Володимира Вернадського та Велемира Хлєбникова.
Майже пів століття — науковий співробітник Українського науково-дослідного геологорозвідувального інституту (1963—1973; 1978—2017), у різні періоди — керівник декількох відділів інституту. Автор понад 400 наукових робіт, зокрема понад 5 авторських свідоцтв на винаходи. Учень професорів Льва Альпіна та Сергія Комарова.

## Життєпис
Народився 8 травня 1932 року у Москві, в родині інженера-авіаконструктора. З початком німецько-радянської війни завод батька був евакуйований до міста Кузнецьк, де Арнольд Кулінкович провів дитинство та підліткові роки.
Школу закінчив із золотою медаллю. У 1950 році вступив на геофізичний факультет Московського геологорозвідувального інституту, оскільки любив математику та фізику. Ще студентом опублікував першу наукову статтю.
У 1955 році закінчив інститут, а через три роки — аспірантуру при ньому, здобувши науковий ступінь кандидата технічних наук після захисту дисертації на тему «Расширение теоретических основ интерпретации данных каротажа сопротивлений». Учень професорів Льва Альпіна та Сергія Комарова.

З 1955 року — науковий співробітник Всесоюзного науково-дослідного інституту геофізичних методів розвідки (Москва). З 1963 року жив у Києві, на вулиці Богатирській. 

Могила Арнольда Кулінковича, Байкове кладовище

У столиці обійняв посаду завідувача лабораторії промислової геофізики Київського геофізичного відділення Українського науково-дослідного геологорозвідувального інституту (УкрНДГРІ). У 1968 році, у 36-річному віці, здобув науковий ступінь доктора технічних наук, захистивши дисертацію на тему «Теоретические основы машинной интерпретации промыслово-геофизических данных».
У 1973 році, за пропозицією академіка Віктора Глушкова, очолив відділ операційних систем Інституту кібернетики АН УРСР. Через п'ять років, за пропозицією міністра геології УРСР Петра Шпака, повернувся до геології, очоливши відділ методики та техніки геофізичних досліджень свердловин УкрНДГРІ.
У 1982 році затверджений у вченому званні професора. З 1991 року на посаді провідного наукового співробітника, з 1999 року — головного наукового співробітника УкрНДГРІ. У 2008 році вийшов на заслужений відпочинок, продовжував публікувати наукові роботи.
Помер у 85-річному віці 1 листопада 2017 року. Похований у колумбарії Байкового кладовища (50°24′55.68″ пн. ш. 30°30′5.47″ сх. д. / 50.4154667° пн. ш. 30.5015194° сх. д.).

## Наукова діяльність
Автор понад 400 наукових робіт, понад 5 авторських свідоцтв на винаходи. Науковий керівник та консультант близько 50 кандидатів та 30 докторів наук, зокрема професора Михайла Красножона.
Ще у дипломній студентській роботі висунув гіпотезу про те, що причина геотектонічних мегациклів тривалістю 150—200 мільйонів років — обертання Сонячної системи навколо Чумацького Шляху. Зі студентських років працював над відкриттям основоположного причинного закону-опори для геології. Незважаючи на перестороги від своїх вчителів, професорів Льва Альпіна та Сергія Комарова, розвивався як промисловий геофізик та філософ-аналітик.
Геофізика як наука є поєднанням двох, здавалося б, несумісних частин — суворої, дедуктивної науки фізики та описової науки геології. Але чому геологія, ця велика наука, одна з найдавніших наук, все ще представляє науку не дедуктивну, а описову? Та тому, — відповів я собі, — що наші уявлення про навколишній світ недосконалі, щось винятково важливе про Світобудову ми ще не знаємо.
Вільно володів німецькою та англійською мовами. Під час навчання в аспірантурі реферував іноземні наукові публікації для реферативних журналів. Завдяки роботі з китайськими та японськими працями, пізніше брав участь у створенні «Китайсько-російського політехнічного словника».
Під час роботи у Всесоюзному науково-дослідному інституті геофізичних методів розвідки (1955—1963) розробив промисловий електроінтегратор на основі методу сіткового моделювання, запропонованого Левом Альпіним.
У період 1963—1973 років, на посаді завідувача лабораторії промислової геофізики УкрНДГРІ, заснував першу власну наукову школу з промислової геофізики, розробляв цифрові технології для промислово-геофізичних досліджень у свердловинах, для обробок та інтерпретацій каротажних діаграм.
Тоді ж, у 1963 році, увійшов до складу комісії Державного геологічного комітету СРСР, у якій займався впровадженням у геологорозвідувальні роботи математичних методів та електронних цифрових обчислювальних машин (ЕЦОМ). Через рік очолив тимчасову комісію при Раді Міністрів УРСР «з використання математичних методів і засобів обчислювальної техніки під час пошуків і розвідки родовищ корисних копалин на території України». Завдяки роботі в обох комісіях став співзасновником української наукової школи з геоінформатики — цей термін ввів в обіг сам Арнольд Кулінкович у 1975 році.
У 1971 році здійснив наукове відрядження до США, де, за рішенням Ради Міністрів СРСР, закупив для тресту «Укргеофізрозвідка» ЕЦОМ третього покоління «Сигма-5», із залученням якої у Києві був створений обчислювальний центр з обробки геофізичної інформації. Завдяки роботі у царині геоінформатики у 1973 році Арнольд Кулінкович очолив відділ операційних систем Інституту кібернетики АН УРСР.
Після повернення до УкрНДГРІ у 1978 році, під керівництвом Арнольда Кулінковича, як завідувача відділу методики та техніки геофізичних досліджень свердловин, було створено програмне забезпечення зведеної інтерпретації. У 1985 році опублікував «Періодичний закон геологічної історії», у якому здійснив свій внесок у розшифрування «кам'яного літопису» земної кори.
Паралельно з геофізичними та геоінформатичними дослідженнями, наукові інтереси професора Кулінковича охоплювали найрізноманітніші галузі: філософію, соціологію, ядерну фізику тощо. У своїх роботах він аналізував ідеї Володимира Вернадського та Велемира Хлєбникова, передбачення астроархеолога Миколи Чмихова. Професор Валерій Кузьменко називав Кулінковича «лідером української наукової школи еволюційного (ендогенного) циклізму». Підсумовуючи доробок Арнольда Кулінковича, редакційна колегія часопису «Геоінформатика» висловилась так:
|  | Синтезуючи результати, отримані в надрах різних культур — не тільки європейської, але і давньоіндійської, давньокитайської, ним була створена «алгебра релатемної силогістики», яка в спеціальній літературі називається «релатемною силогістикою Кулінковича». Вивчаючи розвиток світової обчислювальної техніки, він формулює закон «в п'ять за п'ять» — цей емпіричний закон отримав пізніше назву «експоненти Кулінковича—Мура». |

Був академіком Української нафтогазової академії та членом Української академії оригінальних ідей, співзасновником яких виступив на початку 1990-х. Викладав у Київському державному університеті імені Тараса Шевченка, курував секцію науково-технічної творчості у Київському палаці дітей та юнацтва.

## Науковий доробок (частковий)
- Расширение теоретических основ интерпретации данных каротажа сопротивлений: диссертация кандидата технических наук : 05.00.00. — Москва, 1958. — 267 с. : ил. + Прил. (82 с.: ил.).
- Палетки бокового каротажного зондирования БКЗ: Общий комплект. — [Москва]: Гостоптехиздат, 1958. — 70 отд. л. в папке; 45х34 см. Прил.: Пояснительный текст / Сост. А. Е. Кулинкович. — 1958. — 45 с.
- Закономерности кривых каротажа сопротивлений // Прикл. геофизика. — 1959. — Вып. 24.
- Каротажный электроинтегратор ЭКСМ // Прикл. геофизика. — 1962. — Вып. 34
- Решение задачи теории электрического каротажа в случае смещения источников поля с оси скважины // Прикл. геофизика. — 1962. — Вып. 32. — C. 122—131.
- Состояние и перспективы интерпретации геофизических исследований скважин при помощи вычислительных машин // Сов. геология. — 1963. — № 5. С. 81 — 89.
- Отбивка границ пластов и выделение песчаников по данным электрического каротажа при помощи цифровых вычислительных машин // Прикл. геофизика. — 1964. — Вып. 39. — С. 107—133.
- Теоретические основы машинной интерпретации промыслово-геофизических данных: диссертация доктора технических наук : 05.00.00. — Киев, 1967. — 385 с. : ил.
- Геологу о кибернетике / Под. ред. д-ра геол.-минерал. наук проф. В. А. Долицкого. — Москва: Недра, 1968. — 88 с.
- Применение машинных методов в практике интерпретации промыслово-геофизических данных // Автоматическая обработка и преобразование геофизической информации. — М.: Недра, 1968. — Вып. 3. — С. 137—147.
- Машинная интерпретация данных геофизических исследований угольных и железорудных скважин: Обзор / В. С. Готынян, А. Е. Кулинкович. — Москва: ВИЭМС, 1974. — 55 с.
- Основы машинной интерпретации каротажных диаграмм / М-во геологии и охраны недр УССР. Укр. науч.-исслед. геол.-развед. ин-т. — Киев: Наукова думка, 1974. — 187 с.
- Отчет о командировке в Финляндию. — Москва: ВИНИТИ, 1979. — 27 с.; 21 см.
- Повышение эффективности геофизических исследований скважин на Украине: [Метод. рекомендации / Подгот. А. Е. Кулинковичем]. — Киев: О-во «Знание» УССР, 1988. — 15,[1] с.; 20 см.
- Новое в технологии и методике геофизических исследований нефтегазовых скважин на Украине: [Метод. рекомендации / Подгот. А. Е. Кулинковичем]. — Киев: О-во «Знание» УССР, 1990. — 15,[1] с.; 20 см.
- Концептуальные основы геологии и геофизики: [Метод. рекомендации / Подгот. А. Е. Кулинковичем]. — Киев: О-во «Знание» Украины, 1991. — 26,[1] с.; 20 см.
- Закон мировой гармонии и принцип актуализма в геологии / «Математические методы анализа цикличностей в геологии», вып. 7 . М.: РАЕН, 1996 с. 27 — 30.
- Лев Моисеевич Альпин. Штрихи к портрету ученого и человека / Каротажник, вып. 23, Тверь: Изд-во 2. ГЕРС, 1996, с. 95 — 105.
- Мой учитель — профессор Л. М. Альпин / В кн.: «Л. М. Альпин. Воспоминания учеников, коллег, друзей» М.: Мин. топ. и энерг. РФ, МГГА, ЕАГО, 1998. с. 57 — 66.
- Новая глобальная социологическая парадигма / В кн.: «Социокультурная динамика в период становления постиндустриального общества: закономерности, противоречия, приоритеты». М.: 1998, с. 136—140.
- Прогноз истории человечества в третьем тысячелетии н. э.: Доклад лауреата медали Н. Д. Кондратьева / В кн.: «Тенденции и перспективы социокультурной динамики». М., 1999, с. 41 — 77.
- Вiдзеркалення трансгресивно-регресивних змiн на кривих темпорального зондування IННК / Нафта i газ України. Зб. наук. праць. Матерiали 6-ої Мiжнародної науково-практичної конференнцiї «Нафта i газ України — 2000». Iвано-Франкiвськ, 31 жовтня — 3 лiстопада. Том 1. Iвано-Франкiвськ, 2000, с. 276.
- Дедуктивная геология как новая парадигма исследования нефтегазоносных бассейнов // Теоретичнi та прикладнi проблеми нафтогазової геологiї. Том 2. Київ: IГН НАНУ, 2000, с. 262—266.
- У истоков украинской геоинформатики / Геофиз. журнал, т. 23, № 4, 2001, с. 127—131.
- Проблемы геоинформатики. Ч. 1. — 2002. — 77, [1] с.
- Проблемы геоинформатики. Ч. 2. — 2003. — 136, [1] с.
- Системогенетика и фундаментальная революция в философии // «Академия Тринитаризма», М., Эл № 77-6567, публ.10417, 14.05.2003
- В. И. Вернадский и современные актуальные биогеохимические проблемы биосферологии и ноосферологии // «Академия Тринитаризма», М., Эл № 77-6567, публ.10899, 23.12.2003
- Проблемы геоинформатики. Ч. 3. — 2004. — 90 с.
- Математические методы анализа цикличности в геологии: [тр. 12-й Междунар. конф., Москва, 23 марта 2004 г.] / [отв. ред.: С. Л. Афанасьев, Б. Л. Берри, А. Е. Кулинкович]. — Москва: Воентехиниздат, 2004 — (Тип. Воентехиниздат).
- Проблемы геоинформатики. Ч. 4. — 2005. — 122 с.
- «Болевые точки» стратиграфии и геохронологии нефтеносных бассейнов: (коллективная моногр.) / Ю. Н. Карогодин, А. Е. Кулинкович, Н. А. Якимчук. — Киев, 2005. — 227 с.
- Проблемы геоинформатики. Ч. 5. — 2006. — 180 с.
- Женщина-геолог как символ красоты Мироздания // «Академия Тринитаризма», М., Эл № 77-6567, публ.13933, 24.10.2006
- Проблемы геоинформатики. Ч. 6. — 2007. — 163 с.
- Проблемы геоинформатики. Ч. 7. — 2008. — 151 с.
- Проблемы геоинформатики. Ч. 8. — 2009. — 171 с.
- Проблемы геоинформатики. Ч. 9. — 2010. — 188 с.
- Проблемы геоинформатики. Ч. 10. — 2011. — 161 с.

### Авторські свідоцтва на винаходи (у співавторстві)
- 1969 — «Способ электрического исследования скважин»
- 1970 — «Устройство для электрического исследования скважин»
- 1978 — «Устройство для сжатия данных»
- 1981 — «Силлогистическая машина»
- 1989 — «Устройство для электрического исследования скважин»

## Нагороди
- 2002 — почесний розвідник надр України
- 2003 — заслужений діяч науки і техніки України
- 2007 — нагрудний знак «За наукові досягнення»
- медаль М. Д. Кондратьєва
- медаль В. І. Лучицького
- медаль Л. І. Лутугіна
- медаль С. Г. Комарова[1]